# Hliðskjálf
Hliðskjálf är ett musikalbum av Burzum, utgivet den 26 april 1999. Det spelades in medan Varg Vikernes avtjänade tid i fängelse.

## Låtförteckning
1. Tuistos Herz (6.13)
2. Der Tod Wuotans (6.43)
3. Ansuzgardaraiwô (4.28)
4. Die Liebe Nerþus’ (2.14)
5. Das einsame Trauern von Frijô (6.15)
6. Die Kraft des Mitgefühls (3.55)
7. Frijôs goldene Tränen (2.38)
8. Der weinende Hadnur (1.16)

### Svensk översättning
1. "Tuistos hjärta"  – 6:13
2. "Wotans död"  – 6:43
3. "Asgårds krigare"  – 4:28
4. "Nerþus kärlek"  – 2:14
5. "Frijôs ensamma sörjande"  – 6:15
6. "Medkänslans kraft"  – 3:55
7. "Frijôs gyllene tårar"  – 2:38
8. "Den gråtande Hadnur"  – 1:16